# Браково (Могилёвская область)
Бра́ково (бел. Бракава) — деревня в составе Княжицкого сельсовета Могилёвского района Могилёвской области Белоруссии.

## Географическое положение
Ближайшие населённые пункты: Застенок, Дубрава, Лахва.

## История
Упоминается в 1668 году как деревня в Оршанском повете Великого Княжества Литовского.

## Население
- 1999 год — 654 человека
- 2010 год — 558 человек